# Ferdinand Minding
Ernst Ferdinand Adolf Minding (em russo:  Фердинанд Готлибович Миндинг; 11 de janeiro [Calend. juliano: 30 de dezembro] 1806 – 13 de maio [Calend. juliano: 1 de maio] 1885) foi um matemático alemão-russo, conhecido por suas contribuições à geometria diferencial.
Continuou o trabalho de Carl Friedrich Gauss sobre geometria diferencial de superfícies, especialmente seus aspectos intrínsecos. Minding considerou questões de flexão de superfícies e provou a invariância da curvatura geodésica. Estudou superfícies regradas, superfícies desenvolvíveis e superfícies de revolução, e determinou geodésicas sobre a pseudoesfera. Os resultados de Minding sobre a geometria de triângulos geodésicos sobre uma superfície de curvatura constante (1840) anteciparam a abordagem de Eugenio Beltrami para os fundamentos da geometria não euclidiana (1868).

## Carreira
Minding foi amplamente autodidata em matemática. Assistiu aulas na Universidade de Halle-Wittenberg, onde obteve um doutorado em 1829 com a tese "De valore intergralium duplicium quam proxime inveniendo".
Minding lecionou em Elberfeld e foi professor universitário em Berlim. Seu trabalho sobre estática despertou a atenção de Alexander von Humboldt. Contudo, sua candidatura em 1842 para a Academia de Ciências da Prússia, suportada por Johann Peter Gustav Lejeune Dirichlet, falhou e em 1843 ele foi para a Universidade de Tartu, onde foi professor de matemática pelos próximos 40 anos. Lá foi professor de Karl Mikhailovich Peterson e orientador de sua tese de doutorado, que estabeleceu o teorema de Gauss–Bonnet e deduziu as equações de Gauss–Codazzi. Minding também trabalhou com equações diferenciais (Prêmio Demidov 1861), funções algébricas, frações contínuas e mecânica analítica.